# Lúčky (Michalovce)
Lúčky (ungarisch Vámoslucska – bis 1907 Lucska) ist eine Gemeinde im Osten der Slowakei mit 587 Einwohnern (Stand 31. Dezember 2024), die zum Okres Michalovce, einem Teil des Košický kraj, gehört und in der traditionellen Landschaft Zemplín liegt.

## Geographie

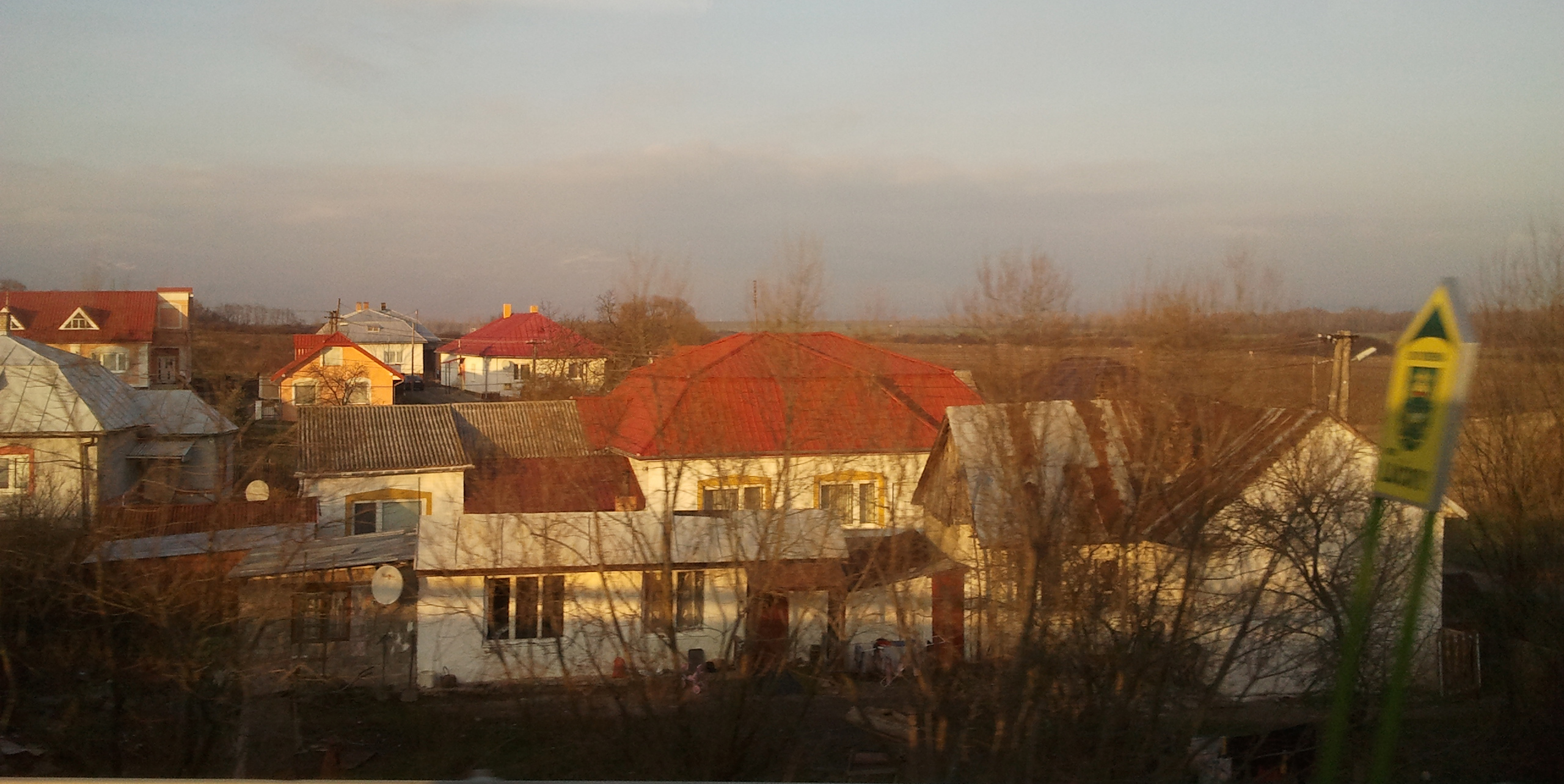
Lúčky

Die Gemeinde befindet sich in der Ostslowakischen Ebene im Ostslowakischen Tiefland, südlich des Stausees Zemplínska šírava und rechtsseitig des Flusses Čierna voda. Das Ortszentrum liegt auf einer Höhe von 127 m n.m. und ist 11 Kilometer von Michalovce entfernt.
Nachbargemeinden sind Klokočov im Norden, Hnojné im Nordosten, Závadka im Osten, Hažín im Süden und Südwesten und Zalužice im Westen.

## Geschichte
Das Gemeindegebiet wurde in der Jungsteinzeit besiedelt, mit Funden einer Grabstätte der Lengyel-Kultur, weiter eine Siedlung der Badener Kultur, Funden aus den Tiszapolgár- und Bodrogkeresztúr-Kulturen sowie späteren Funden aus den Bronze-, Hallstatt- und Römerzeiten. Schließlich gab es hier eine slawische Siedlung in der Zeit des Mährerreichs sowie im 10. und 11. Jahrhundert.
Lúčky wurde zum ersten Mal 1336 als Luchka schriftlich erwähnt, weitere historische Bezeichnungen sind unter anderen Luczka (1418) und Lúčky (1808). 1389 stand im Ort eine Mautstelle. 1427 wurden 23 Porta verzeichnet und das Dorf war Teil der Herrschaft von Großmichel. 
1715 gab es sechs, 1720 11 Haushalte. Im 18. Jahrhundert gab es im Ort ein auf die Zucht von Büffeln und Kühen spezialisiertes Großgut, das der Familie Sztáray gehörte, die die Ortsgüter bis zum 20. Jahrhundert besaß. 1828 zählte man 41 Häuser und 350 Einwohner, die als Hopfenpflanzer, Landwirte und Winzer tätig waren.
Bis 1918/1919 gehörte der im Komitat Ung liegende Ort zum Königreich Ungarn und kam danach zur Tschechoslowakei beziehungsweise heute Slowakei. Nach 1918 verblieb die Bevölkerung bei traditionellen Einnahmequellen.

## Bevölkerung
| Jahr                | 1994 | 2004    | 2014     | 2024    |
| ------------------- | ---- | ------- | -------- | ------- |
| Anzahl der Personen | 486  | 522     | 582      | 587     |
| Unterschied         |      | +7,40 % | +11,49 % | +0,85 % |

| Jahr                | 2023 | 2024    |
| ------------------- | ---- | ------- |
| Anzahl der Personen | 589  | 587     |
| Unterschied         |      | −0,33 % |

Nach der Volkszählung 2011 wohnten in Lúčky 529 Einwohner, davon 440 Slowaken, 54 Roma, zwei Tschechen sowie jeweils ein Magyare und Ukrainer. 31 Einwohner machten keine Angabe zur Ethnie.
255 Einwohner bekannten sich zur römisch-katholischen Kirche, 87 Einwohner zur reformierten Kirche, 64 Einwohner zur orthodoxen Kirche, 42 Einwohner zur griechisch-katholischen Kirche, 18 Einwohner zu den Zeugen Jehovas, 10 Einwohner zu den Siebenten-Tags-Adventisten, sechs Einwohner zur Evangelischen Kirche A. B., vier Einwohner zur evangelisch-methodistischen Kirche und ein Einwohner zu den Brethren. Sechs Einwohner waren konfessionslos und bei 36 Einwohnern wurde die Konfession nicht ermittelt.

## Bauwerke und Denkmäler
- reformierte (calvinistische) Kirche

## Verkehr
Durch Lúčky passiert die Cesta I. triedy 19 („Straße 1. Ordnung“) zwischen Michalovce und Sobrance. Der nächste Bahnanschluss ist in Michalovce an der Bahnstrecke Michaľany–Łupków.